# Mormont (Érezée)
Pour les articles homonymes, voir Mormont.
Mormont (en wallon Moirmont) est une section et un village de la commune belge d'Érezée située en Wallonie dans la province de Luxembourg.

## Étymologie
Mormont vient de « Mont de Maurus », anthroponyme gallo-romain, ou de Mauro, anthroponyme germanique, emprunté au roman,.

## Géographie
Le village est situé à une altitude de 284 mètres sur le versant droit d’une colline entre le Fond du Ménil et la vallée de l'Aisne, un affluent de l'Ourthe. L'Aisne approche le village du côté nord-ouest de celui-ci. Mormont est constitué autour d'une place avec, à son centre, une fontaine et un abreuvoir du XIXe siècle. À proximité, l'Eglise Saint-Michel (1834-1835) située dans l'ancien cimetière, est un édifice de tradition classique mais sa tour est plus récente.

## Évolution démographique
- Source: DGS, 1831 à 1970=recensements population, 1976= habitants au 31 décembre

## Histoire

### Moyen Âge
Ponsard Brisbois, dit le Vieux Loup, dispose d'une forge en ce lieu, idéalement située au bord de l'Aisne et au cœur de bois abondants, au début du XVe siècle. Lui-même semble originaire de My. Sa descendance conserve cet établissement industriel jusqu'au XVIe siècle. Le lieu-dit La Forge témoigne discrètement de nos jours de cette aventure industrielle qui honore la métallurgie wallonne.
Les revenus générés par cette forge permettent aux Brisbois de s'élever socialement. Adam Brisbois sera receveur du comté de Laroche à la fin du XVe siècle. Il donnera une verrière à l'église paroissiale de cette ville. Grégoire Brisbois, devenu gentilhomme se fera inhumer dans l'église de Wéris. Sa dalle tumulaire le représente en armure. Jehan Brisbois sera bailli de Givet (ou Charlemont) et sa descendance tiendra la seigneurie de Botassard (en face du Tombeau du Géant) et l'abbaye de Waulsort (entre Givet et Dinant). D'autres se manifestent à Durbuy et à Tohogne vers 1540. Vers 1600, des Brisbois restent attachés à la métallurgie à Hernonheid. Il est probable que les Brisbois apparus vers 1660 à Juzaine, et nombreux de nos jours, soient les descendants de cette vieille famille de métallurgistes médiévaux (descendants de ceux issus de Givet refusant la domination française ?).
Très curieusement, des Brisbois associés à la métallurgie sont ponctuellement identifiés en France aux XIVe  et XVe siècles.

### Temps modernes
La commune de Mormont fut créée sous le régime français par la réunion des localités d'Éveux, Fanzel, Hoursinnes, La Forge. Mormont dépendait en 1793 de la prévôté et du quartier de Durbuy. 
En 1819, il appartenait au 5ème district de Marche et en 1828, au canton de Barvaux. 
Ce n'était une commune de la province de Luxembourg que depuis 1839. Elle faisait partie avant cela de la province de Namur. À partir de 1892, le village est lié au décanat de Stavelot et à la paroisse de Wéris.  
À la fusion des communes de 1977, Mormont est intégrée à la nouvelle commune d'Érezée.

## Sports et vie associative

### Sports
- Royal Racing Club Mormont (football)
- En 2017, Mormont est le village arrivée du Legends Trail, course ultra-trail considérée comme la plus difficile de Belgique. De 2018 à 2020, Mormont est le point de départ et d'arrivée de cette compétition sportive.